# Sabacon altomontanus
Espèce
Sabacon altomontanus est une espèce d'opilions dyspnois de la famille des Sabaconidae.

## Distribution
Cette espèce est endémique d'Occitanie en France. Elle se rencontre dans les Hautes-Pyrénées vers Vielle-Aure vers 2 300 m d'altitude.

## Description
Le mâle holotype mesure 2,4 mm.

## Systématique et taxinomie
Cette espèce a été décrite par Martens en 1983.

## Publication originale
- Martens, 1983 : « Europäische Arten der Gattung Sabacon Simon 1879 (Arachnida: Opiliones: Sabaconidae). » Senckenbergiana biologica, vol. 63, no 3/4, p. 265–296.